# Санга (департамент)
Санга (фр. Sangha) — один из департаментов Республики Конго. Расположен на северо-западе страны. Административный центр департамента — город Весо.

## География
Департамент находится в северной части страны и граничит на севере с Центральноафриканской Республикой, на юге с департаментом Кювет, на северо-западе с Камеруном, на юго-западе с департаментом Западный Кювет и на востоке с департаментом Ликуала.

## Административное деление
Департамент Санга подразделяется на 1 коммуну и 5 округов:
- Коммуны:
  - Кессо (28 179 человек).
- Округа:
  - Мокеко (30 172 человек)
  - Нгбала (4613 человек)
  - Пикунда (3513 человек)
  - Сембе (9550 человек)
  - Суанке (9711 человек)